# Heinz Zednik
Heinz Zednik, född 21 februari 1940 i Wien, Österrike, är en österrikisk operasångare, tenor. 
Zednik sitt internationella genombrott vid Wagner-festspelen i Bayreuth 1970 och har sedan dess blivit känd som karaktärssångare (eller "spieltenor"). Till hans paradroller hör "Mime" respektive "Loge" i Richard Wagners operatetralogi Nibelungens ring, som han framfört såväl i Europa som i USA (bl.a. på Metropolitan Opera i New York). Zedniks något ovanliga röst har, jämte hans unika känsla för rolltolkningar, bidragit till hans berömmelse som karaktärssångare.